# Hötjärnen (Jokkmokks socken, Lappland)
Hötjärnen är en sjö i Jokkmokks kommun i Lappland och ingår i Piteälvens huvudavrinningsområde.